# Пенн Тауншип (округ Сентер, Пенсільванія)
Пенн Тауншип (англ. Penn Township) — селище (англ. township) в США, в окрузі Сентр штату Пенсільванія. Населення — 1203 особи (2020).

## Демографія
Згідно з переписом 2010 року, у селищі мешкала 1181 особа в 431 домогосподарстві у складі 316 родин. Було 699 помешкань
Расовий склад населення:
| - 98,6 % — білих - 0,5 % — азіатів - 0,2 % — чорних або афроамериканців - 0,1 % — корінних американців |

До двох чи більше рас належало 0,6 %. Частка іспаномовних становила 0,8 % від усіх жителів.
За віковим діапазоном населення розподілялося таким чином: 29,4 % — особи молодші 18 років, 58,7 % — особи у віці 18—64 років, 11,9 % — особи у віці 65 років та старші. Медіана віку мешканця становила 37,7 року. На 100 осіб жіночої статі у селищі припадало 109,0 чоловіків;  на 100 жінок у віці від 18 років та старших — 109,5 чоловіків також старших 18 років.
Середній дохід на одне домашнє господарство  становив 67 898 доларів США (медіана — 49 145), а середній дохід на одну сім'ю — 74 850 доларів (медіана — 56 750). Медіана доходів становила 31 750 доларів для чоловіків та 31 786 доларів для жінок. За межею бідності перебувало 20,6 % осіб, у тому числі 36,0 % дітей у віці до 18 років та 6,5 % осіб у віці 65 років та старших.
Цивільне працевлаштоване населення становило 568 осіб. Основні галузі зайнятості: освіта, охорона здоров'я та соціальна допомога — 25,2 %, роздрібна торгівля — 22,7 %, виробництво — 12,3 %, будівництво — 7,6 %.